# Jeremiah Manele

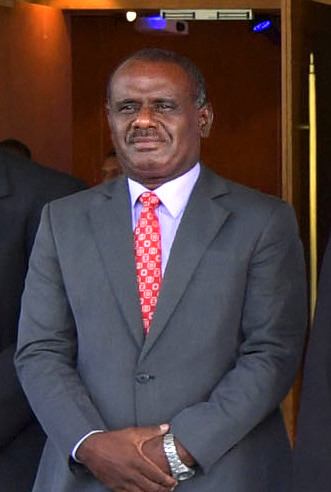
Jeremiah Manele 2020

Jeremiah Manele (geb. 1968, Samasodu, British Solomon Islands Protectorate) ist ein Politiker in den Salomonen. Er ist Premierminister der Salomonen seit der Wahl 2024. Er ist der erste Premierminister des Landes aus der Provinz Isabel.

## Leben

### Jugend und Ausbildung
Manele wuchs im Dorf Samasodu auf der Insel Santa Isabel auf. Er erhielt seine Schulbildung an der Anglican Highschool, Selwyn Collge, in Guadalcanal, wo er später selbst unterrichte würde, bevor er seinen Abschluss an der King George VI School in Honiara erhielt. Er studierte an der University of Papua New Guinea, wo er 1991 einen Bachelor of Arts in Politik und Public Administration erwarb. Er kehrte 1995 bis 1996 kurzzeitig ins Studium zurück und beendete mit einem Post Graduate Work an der University of Oxford.

### Staatsdienst
Zu Beginn seiner Karriere vertrat Manele die Salomonen als Diplomat. Er als Berater und später als Geschäftsträger der Ständigen Vertretung der Salomonen bei den Vereinten Nationen (Solomon Islands Permanent Mission to the United Nations) in New York berufen.
Danach bekleidete er leitende Regierungspositionen und fungierte als Ständiger Sekretär des Ministeriums für Entwicklungsplanung, Sekretär des Premierministers und Kabinetts sowie Ständiger Sekretär des Ministeriums für auswärtige Angelegenheiten und Außenhandel. Er diente auch als Sekretär der Solomon Islands Government-RAMSI Intervention Taskforce.

### Politik

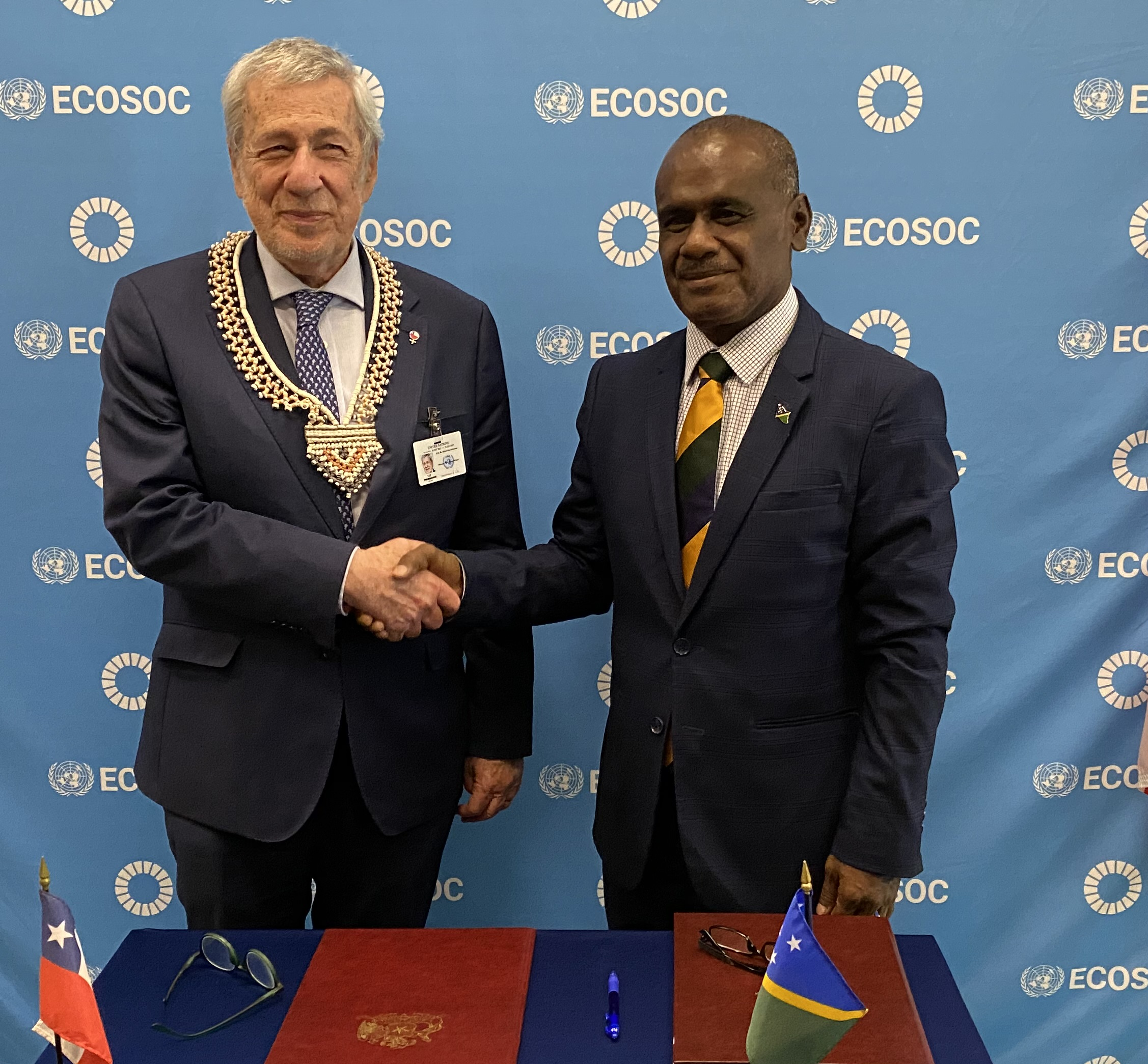
Jeremiah Manele bei einem Meeting mit seinem chilenischen Kollegen Alberto van Klaveren bei der Generalversammlung der UN 2023.

Manele wurde erstmals 2014 ins Parlament gewählt und vertrat die Division Hograno-Kia-Havulei. Nach den Wahlen nominierte die Salomon Islands People’s Democratic Coalition, bestehend aus der Democratic Alliance, der Solomon Islands Party for Rural Advancement (SIPRA) und der People First Party, Manele zum Premierminister. Manele wurde jedoch in der Abstimmung im Parlament am 9. Dezember von Manasseh Sogavare besiegt, welcher 31 Stimmen erhielt gegenüber Maneles 19 Stimmen. Zu Beginn seiner parlamentarischen Laufbahn war er Oppositionsführer. Später wechselte er in Regierungsbänke und fungierte als Minister für Entwicklungsplanung und Hilfskoordinierung (Minister for Development Planning and Aid Coordination, 2017–2018). Er wurde 2019 wiedergewählt und fungierte erneut als Minister für Entwicklungsplanung und Hilfskoordinierung. Anschließend wurde Manele am 25. April 2019 zum Außenminister ernannt und reiste in dieser Funktion viel. Später in diesem Jahr reiste er nach Peking, um die Beziehungen zwischen den Salomonen und der Volksrepublik China zu formalisieren. Manele unterzeichnete in dieser Funktion am 30. März 2022 auch einen Sicherheitspakt mit China, dessen Einzelheiten zu diesem Zeitpunkt jedoch nicht öffentlich bekannt waren.

### Premierminister
In den Wahlen in den Salomonen 2024 behielt Manele seinen Sitz unter dem Banner der Ownership, Unity and Responsibility Party, obwohl er zuvor der Democratic Alliance Party angeschlossen war. Die Partei war nicht in der Lage, eine absolute Mehrheit zu bilden und konnte keine funktionierende Koalition unter ihrem derzeitigen Führer Manasse Sogavare bilden. Nach der Wahl erneuerte OUR Party ihre Allianzen mit den Parteien Kadere und People First und bildete die Koalition für nationale Einheit und Transformation. Manele wurde am 29. April Vorsitzender der OUR Party, nachdem Sogavare von seinem Amt zurücktrat und es ablehnte, eine weitere Amtszeit als Premierminister anzustreben. In einer geheimen parlamentarischen Abstimmung gewann Manele am 2. Mai 31 Stimmen und besiegte Matthew Wale. An diesem Tag wurde er von Generalgouverneur David Vunagi zur Regierungsbildung eingeladen und als Premierminister vereidigt.
Er wird als chinafreundlich beschrieben, da er versprochen hat, die internationale Politik der Salomonen fortzusetzen, die sie näher an China herangeführt hat. Als er Premierminister wurde, schätzten westliche Analysten wie Meg Keen vom Lowy Institute ein, dass Manele ein „weniger feuriger und kämpferischer Anführer für den Westen sein würde, aber er werde weiterhin enge Beziehungen zu China pflegen“ („less fiery and combative leader for the West to manage but he will continue to pursue close relations with China“). Maneles Kabinett wurde in drei verschiedenen Zeremonien vereidigt, wobei die ersten 11 ihr Amt am 4. Mai antraten. Manele ernannte Bradley Tovosia zum stellvertretenden Premierminister, während Sogavare Finanzminister wurde.

## Leben
Zusammen mit seiner Frau Joycelyn hat Manele vier Töchter und zwei Söhne.